# Story of the Year
Story of the Year — американський рок-гурт, створений у Сент-Луїсі, штат Міссурі, у 1995 році під назвою 67 North. Згодом гурт змінив назву на Big Blue Monkey у 1998 році, а потім знову змінив назву на Story of the Year у 2002 році після випуску однойменного мініальбому на інді-лейблі Criterion Records. Тоді вони стверджували, що дізнались про існування блюзового гурту під назвою Big Blue Monkey. Пізніше у подкасті «Page Avenue Crew» вони пояснили, що їм просто не сподобалася назва і вони вигадали виправдання, що інший гурт має таку ж назву.
Лише через вісім років після заснування гурт Story of the Year отримав перший комерційний успіх, випустивши на мейджор-лейблі дебютний альбом «Page Avenue» (2003), який містив популярні сингли «Until the Day I Die» та «Anthem of Our Dying Day». Другий альбом, In the Wake of Determination, вийшов у 2005 році, але не досяг комерційного успіху свого попередника. Третій альбом The Black Swan вийшов 22 квітня 2008 року і став першим релізом гурту на лейблі Epitaph Records, за яким послідував альбом The Constant 2010 року.
11 серпня 2017 року Story of the Year випустили 90-секундний кліп нової пісні з їхнього п'ятого студійного альбому, профінансованого спільнокоштом. Кампанія зі збору коштів розпочалася в листопаді 2016 року і була повністю профінансована менш ніж за 3 дні. Для завершення роботи над п'ятим студійним альбомом гурт залучив відомого продюсера Аарона Спринкла та мікшерів Тома Лорд-Алджа та Дж. Голла. Вони підтвердили через сайт збору коштів, що новий альбом буде називатися Wolves, який був випущений через PledgeMusic 1 грудня 2017 року. Широкий реліз альбому відбувся 8 грудня 2017 року. 2 лютого 2019 року Story of the Year провели щорічний виступ у рідному місті на конкурсі в Сент-Луїсі, штат Міссурі, щоб рекламувати Wolves.

## Історія

### 1995—2002: 67 North & Big Blue Monkey
Гурт був створений у 1995 році під назвою 67 North гітаристом Раяном Філліпсом із гуртів Means Well і Locash, барабанщиком Деном Марсалою, вокалістом Джоном Тейлором і басистом Перрі Вестом. Вони змінили назву на Big Blue Monkey у 1998 році перед тим, як випустити перший мініальбом Three Days Broken того ж року. У 1999 році вони випустили ще один мініальбом під назвою Truth in Separation, останній у цьому складі. У 2000 році Вест і Тейлор покинули гурт, через що Марсала перейшов до вокалу, барабанщиком став учасник Means Well Джош Віллс, а давній друг гурту Адам Рассел взяв на себе роль басиста, незважаючи на те, що він ніколи раніше не грав на бас-гітарі (до вступу у гурт він був гітаристом). В цей момент гурт переїхав до округу Оріндж, Каліфорнія, де в 2002 році був випущений останній мініальбом Big Blue Monkey під назвою Story of the Year, на яку вони згодом змінили назву пізніше того ж року.

### 2002—2004:Page Avenue
Провівши багато років як місцевий гурт у різних складах, записавши три мініальбоми і кілька демо, Story of the Year підписали угоду з Maverick Records у 2002 році, а потім записали та випустили перший альбом, Page Avenue, у вересні 2003 року. Першим синглом з цього альбому стала пісня «Until The Day I Die». У липні-серпні 2003 року її вперше транслювали на таких станціях, як KPNT. Другий сингл, «Anthem of Our Dying Day», містив музичне відео, зняте Джо Ганом з Linkin Park. Підштовхнутий успіхом обох синглів, Page Avenue мав успіх і отримав Золотий сертифікат RIAA у 2004 році, а до 2007 року було продано 846 000 копій у США.
MTV News повідомили на своєму вебсайті, що під час радіошоу в травні 2004 року учасники гурту Story of the Year побилися з роуді-менеджерами метал-гурту Godsmack. Фотографії побитих облич учасників гурту опублікували на їх домашній сторінці. Учасники Godsmack не брали участі в бійці.
Live in the Lou/Bassassins (комбінація CD/DVD із живими виступами та гастрольним відео) була випущена 10 травня 2005 року. Наприкінці 2005 року вона отримала золотий сертифікат RIAA, тобто було продано понад 50 000 одиниць, оскільки це відео у довгому форматі.

### 2004—2006:In the Wake of Determination
Після закінчення туру Page Avenue наприкінці 2004 року Story of the Year повернулися в студію з продюсером Стівом Еветтсом у 2005 році, щоб записати свій другий студійний альбом. In the Wake of Determination, випущений 11 жовтня 2005 року, звучить набагато важче, ніж попередній альбом. Станом на жовтень 2007 року альбом розійшовся тиражем у 180 000 одиниць і не досяг успіху попередніх релізів гурту. Хоча і не такий успішний, як його попередник, альбом дебютував на 19 місці в чарті Billboard 200.

### 2007—2009:The Black Swan
Story of the Year випустили альбом The Black Swan у 2008 році. Для роботи над альбомом вони повернули продюсера Джона Фельдмана та Елвіса Баскетта. Альбом отримав схвальні відгуки музичних критиків і мав комерційний успіх, більший, ніж його попередник. Успіх приніс перший сингл з альбому — «Wake Up».
Для запису The Black Swan Story of the Year вирішили розірвати п'ятирічну співпрацю з лейблом Maverick і підписали контракт з Epitaph Records.
Story of the Year грали у міжнародному турі Taste of Chaos у 2008 році разом із Atreyu.

### 2009—2010:The Constant
У травні 2009 року Story of the Year розпочали роботу над новим альбомом. 31 грудня гурт випустив пісню «I'm Alive» для радіоефіру.
The Constant вийшов 16 лютого 2010 року на Epitaph Records. Делюкс-версія, доступна на iTunes, містила два бонус-треки: «Your Unsung Friend» і «Tonight We Fall».
Story of the Year записали кавер на пісню «Just Close Your Eyes» гурту Waterproof Blonde для професійного рестлера Крістіана Кейджа. Їх кавер-версія була включена в альбом A New Day, Vol. 10 лейблу WWE Music, який вийшов 28 січня 2010 року.

### 2011—2013: паралельні проєкти та перерва
Басист Адам Рассел був оголошений басистом постгардкор-гурту Destroy Rebuild Until God Shows разом із Крейгом Овенсом (ведучий вокал, Chiodos), Меттом Гудом (гітара, From First to Last), Ніком Мартіном (гітара, Underminded), та Аароном Стерном (барабанщик, Matchbook Romance). Рассел покинув Destroy Rebuild Until God Shows у 2012 році.
У 2009 році співак Ден Марсала заснував розважальний, комедійний панк-рок сайд-проєкт під назвою The Fuck Off And Dies. Гурт випустив два повноформатних альбоми, Songs In The Key Of Fuck (2011) і Dear Liver (2015).
Гітаристи Райан Філліпс і Філіп Снід продовжили роботу над своїм сайд-проєктом Greek Fire. Вони випустили дебютний мініальбом і два незалежних альбоми, Deus Ex Machina і Lost/Found.
Басист Адам Рассел і гітарист Раян Філліпс вирішили зняти фільм про злети і падіння музичної індустрії та про те, де вона стоїть сьогодні під назвою «Who Killed (Or Saved!) The Music Industry». Зйомки фільму, профінансованого на Kickstarter, розпочалися 2013 року.
4 лютого 2011 року на фестивалі The Pageant у своєму рідному місті Сент-Луїсі гурт виконав свій перший альбом Page Avenue, а також інші улюблені альбоми шанувальників. Вони заявили, що це було шоу «подяки» всім їхнім відданим шанувальникам за 10 років разом. Під час концерту виступив City Spud з реп-гурту St. Lunatics з Сент-Луїса.

### 2013—2014: возз'єднання, тур на честь 10-ї річниціPage Avenue
8 березня 2013 року гурт оголосив про возз'єднання для світового туру на честь десятої річниці свого дебютного альбому Page Avenue. Було також заявлено, що гурт перезаписав Page Avenue під назвою Page Avenue: 10 Years and Counting з датою релізу 8 жовтня 2013 року. Спочатку планувалося, що це буде повна акустична версія альбому, але після співпраці з City Spud під час їхнього концерту у 2011 році вони вирішили перезаписати альбом з новим звучанням кожної пісні, а не просто акустичними версіями.

### 2014—2019:Wolvesта зміни у складі
30 вересня 2014 року гурт оголосив на своїй сторінці у Facebook, що бас-гітарист Адам Рассел покинув гурт. Гурт також повідомив про запис п'ятого альбому. 7 листопада 2016 року гурт оголосив на своїй сторінці PledgeMusic, що десь у 2017 році вони випустять новий альбом під назвою Wolves. 25 жовтня 2017 року на своїй сторінці у Facebook гурт підтвердив ексклюзивну дату випуску Wolves на PledgeMusic 1 грудня, а широкий реліз альбому відбудеться 8 грудня. Згідно з Wall of Sound, альбом містить натяки на більш ранню творчість гурту, а також вінтажну атмосферу, схожу на атмосферу Дивні дива.
У березні 2018 року Філіп Снід оголосив про вихід з гурту, посилаючись на те, що його звільнило керівництво, а незабаром після цього гурт оголосив про повернення Адама Рассела.

### 2020–дотепер:Tear Me to Pieces
Починаючи з жовтня 2020 року, під час пандемії COVID-19, Story of the Year виконали свої перші три альбоми в трьох окремих прямих трансляціях під назвою Ghost Signal.
У березні 2021 року альбом Page Avenue отримав платиновий сертифікат RIAA.
У січні 2022 року було оголошено, що Story of the Year приєднається до фестивалю When We Were Young серед понад 60 інших емо-гуртів, зокрема My Chemical Romance і Paramore. Гурт випустив новий сингл «Real Life» 24 серпня разом із оголошенням про підписання контракту з SharpTone Records і новим набором гастрольних дат разом з Hawthorne Heights і Escape the Fate. У жовтні було оголошено, що шостий альбом Story of the Year буде називатися Tear Me to Pieces, а на титульний трек буде знято кліп. Реліз альбому відбувся 10 березня 2023 року.

## Музичний стиль і впливи
Story of the Year класифікують за кількома жанрами, зокрема емо, скримо, постгардкор, і поппанк. AllMusic описує гурт як «емо-панк» і «постґранж з емо -інфлексією», гурт також називають альтернативним роком і мелодичним гардкором. Ранній матеріал Story of the Year під назвою Big Blue Monkey вважається ню-металом.
На гурт вплинули Skid Row, Guns N' Roses, Nirvana, Pearl Jam, NOFX, Pennywise, Sick of It All і H2O.

## Склад
| Поточний склад - Ден Марсала — ведучий вокал (2000–дотепер), ударні (1995—2000) - Раян Філіпс — соло-гітара (1995–дотепер), ритм-гітара (1995—2000, 2014–дотепер) - Адам Рассел — бас, бек-вокал (2000—2014, 2018–дотепер) - Джош Вілс — ударні, перкусія (2000–дотепер) | Колишні Учасники - Джон Тейлор — ведучий вокал (1995—2000) - Перрі Вест — бас (1995—2000) - Грег Хаупт — ритм-гітара (2000—2002; помер 2022) - Філіп Снід — бас (2014—2018), бек-вокал (2003—2018), ритм-гітара (2003—2014), клавішні, фортепіано (2007—2018) |

## Дискографія
Студійні альбоми
- Page Avenue (2003)
- In the Wake of Determination (2005)
- The Black Swan (2008)
- The Constant (2010)
- Wolves (2017)
- Tear Me to Pieces (2023)